# ستاد الفيوم

ستاد الفيوم هو الاستاد الرئيسي لمحافظة الفيوم بجمهورية مصر العربية ويعد الملعب الرئيسي لنادي مصر المقاصة.
سعة ستاد الفيوم 10 آلاف متفرج.

## مرجع
1. ↑  World Stadiums - Fayoum Stadium in Fayoum نسخة محفوظة 11 أكتوبر 2016 على موقع واي باك مشين.